# 石人子沟遗址群
石人子沟遗址群是一处位于哈密市巴里坤县石仁子乡石人子村附近的多个遗址组成的古代游牧民族大型聚落遗址群。

## 遗址群信息
共有5处遗址坐落在石人子村附近36平方公里的范围内，包括红山口遗址、东黑沟遗址、西沟遗址、小黑沟遗址和大黑沟遗址。
整个遗址群包含超过800处的石构居住遗址、超过两千座墓葬以及四千余块刻有岩画的岩石等等。包含了上至月氏人下至匈奴在不同时期的政治中心、宗教祭祀中心。2013年3月5日被选入第七批全国重点文物保护单位。属于东天山地区古代游牧民族大型聚落遗址。

## 红山口遗址
红山口遗址是包括西周至春秋时期石围基址、战国晚期至西汉时期的墓葬和岩画为一体的古代游牧民族大型聚落遗址。

## 东黑沟遗址
东黑沟遗址是包括青铜时代至清代的墓葬、居址和岩画于一体的以早期游牧文化遗存为主的超大型聚落。

## 西沟遗址
西沟遗址是包括战国晚期至西汉早期的大型墓葬及其他遗存的当地古代游牧民族的遗址。